# Self Portrait
Albums de Bob Dylan
Nashville Skyline
(1969) New Morning
(1970)
Self Portrait est le dixième album studio de Bob Dylan, auteur-compositeur-interprète américain de folk-rock, sorti en 1970.

## Historique
C'est le deuxième double album de Dylan, après Blonde On Blonde, sorti en 1966. L'album se compose essentiellement de reprises de standards folk et pop, et contient plusieurs titres enregistrés avec la formation The Band au festival de l'île de Wight au mois d'août 1969, dont Like a Rolling Stone. La pochette a été peinte par Dylan lui-même.
L'album contient plusieurs reprises, notamment Blue Moon popularisée par Elvis Presley et The Boxer du duo américain Simon and Garfunkel.
Self Portrait fut très mal reçu par la critique à sa sortie : dans le magazine Rolling Stone, la chronique de Greil Marcus commençait par les mots « What is this shit? » (« Qu'est-ce que c'est que cette merde ? »). Néanmoins, l'album se vendit bien, se classant quatrième aux États-Unis et premier au Royaume-Uni.

## Titres de l’album
Toutes les chansons sont écrites et composées par Bob Dylan, sauf indication contraire.
| 1. | All the Tired Horses                     |                                      | 3:12 |
| 2. | Alberta #1 (traditionnel)                |                                      | 2:57 |
| 3. | I Forgot More Than You'll Ever Know      | Cecil A. Null                        | 2:23 |
| 4. | Days of '49                              | Alan Lomax, John Lomax, Frank Warner | 5:27 |
| 5. | Early Mornin' Rain                       | Gordon Lightfoot                     | 3:34 |
| 6. | In Search of Little Sadie (Traditionnel) |                                      | 2:27 |

| 1. | Let It Be Me                | Gilbert Bécaud, Mann Curtis, Pierre Delanoë | 3:00 |
| 2. | Little Sadie (Traditionnel) |                                             | 2:00 |
| 3. | Woogie Boogie               |                                             | 2:06 |
| 4. | Belle Isle (Traditionnel)   |                                             | 2:30 |
| 5. | Living the Blues            |                                             | 2:42 |
| 6. | Like a Rolling Stone        |                                             | 5:18 |

| 1. | Copper Kettle (The Pale Moonlight)  | Alfred Frank Beddoe                               | 3:34 |
| 2. | Gotta Travel On                     | Paul Clayton, Larry Ehrlich, David Lazar, Tom Six | 3:08 |
| 3. | . Blue Moon                         | Lorenz Hart, Richard Rodgers                      | 2:29 |
| 4. | The Boxer                           | Paul Simon                                        | 2:48 |
| 5. | The Mighty Quinn (Quinn the Eskimo) |                                                   | 2:48 |
| 6. | Take Me As I Am (Or Let Me Go)      | Boudleaux Bryant                                  | 3:03 |

| 1. | Take a Message to Mary         | Felice Bryant, Boudleaux Bryant | 2:46 |
| 2. | It Hurts Me Too (Traditionnel) |                                 | 3:15 |
| 3. | Minstrel Boy                   |                                 | 3:32 |
| 4. | She Belongs to Me              |                                 | 2:43 |
| 5. | Wigwam                         |                                 | 3:09 |
| 6. | Alberta #2 (Traditionnel)      |                                 | 3:12 |

## Musiciens
- Bob Dylan - Guitare, Harmonica, claviers, chant
- Norman Blake - Guitare
- David Bromberg - Guitare, Dobro, Basse
- Albert Wynn Butler - Clarinette, Saxophone
- Kenneth A. Buttrey - batterie, Percussion
- Fred Carter Jr. - Guitare
- Ron Cornelius - Guitare
- Charlie Daniels - Basse, Guitare
- Rick Danko - Basse, chœurs
- Pete Drake - Steel Guitare
- Fred Foster - Guitare
- Bubba Fowler - Guitare
- Levon Helm - Mandoline, Batterie, chant
- Freddie Hill - Trompette
- Karl Himmel - Clarinette, Saxophone, Trombone
- Garth Hudson - clavier
- Al Kooper - Guitare, cor, claviers
- Richard Manuel - Piano, chœurs
- Charlie McCoy - Guitar, Bass, Harmonica, Vibes
- Bob Moore - Basse
- Joe Osborn - Guitare, Basse
- Bill Pursell - Piano
- Robbie Robertson - Guitare, chœurs
- Al Rogers - batterie
- Bob Wilson - Orgue, Piano
- Stu Woods - Basse

- Brenton Banks, George Binkley III, Marvin Chantry, Solie Fott, Emanuel Green, Lilian Hunt, Martin Katahn, Doug Kershaw, Sheldon Kurland, Barry McDonald, Gary Van Osdale, Byron Bach, Martha McCrory - cordes
- Delores Edgin, Hilda Harris, Carol Montgomery, June Page, Albertine Robinson, Maretha Stewart - chœurs
- Dennis Good, Ollie Mitchell, Gene A. Mullins, Rex Peer, Frank Smith - cuivres